# Tridentiger
Tridentiger es un género de peces de la familia Gobiidae y de la orden de los Perciformes.

## Especies
Se reconocen nueve especies:
- Tridentiger barbatus (Günther, 1861)
- Tridentiger bifasciatus Steindachner, 1881
- Tridentiger brevispinis Katsuyama, Arai & Nakamura, 1972
- Tridentiger kuroiwae Jordan & Tanaka, 1927
- Tridentiger microsquamis (Wu, 1931)
- Tridentiger nudicervicus Tomiyama, 1934
- Tridentiger obscurus (Temminck & Schlegel, 1845)
- Tridentiger radiatus Cui, Pan, Yang & Wang, 2013
- Tridentiger trigonocephalus (Gill, 1859)